# Rikard Sjöblom
Rikard Sjöblom ist ein schwedischer Musiker, der vor allem als Gründungsmitglied von Beardfish bekannt ist.

## Biografie
Sjöblom gründete Beardfish im Jahr 2001 mit drei Schulfreunden. Die Retro-Prog-Band veröffentlichte in regelmäßigen Abständen Alben, meist über das auf Progressive Rock und Progressive Metal spezialisierte Label InsideOut Music. Beardfish verkündeten im Juli 2016 ihre Auflösung. Zuvor hatte Sjöblom mit seinem Nebenprojekt Gungfly zwei Alben sowie zwei Soloalben veröffentlicht, das erste davon war eine Romanvertonung. Seit 2014 war er Live-Gitarrist bei Big Big Train und wurde schließlich festes Bandmitglied.

## Diskografie (Auswahl)

### Beardfish
→ siehe Beardfish#Diskografie

### Solo
- 2005: Cyklonmannen
- 2016: The Unbendable Sleep

### Bootcut
- 2000: Real Music Beauty Of Soul (Demo)
- 2002: Hammond vs Drums
- 2006: De Fluff
- 2013: Suspended Animation

### Gungfly
- 2009: Please Be Quiet
- 2011: Lamentations
- 2015: Att För Barn Som Tror Pâ Sagor Läsa Högt När Kvällen Kommer
- 2017: On Her Journey to the Sun
- 2018: Friendship
- 2020: Alone Together

### Big Big Train
- 2015: Wassail (EP)
- 2016: Stone & Steel (Live)
- 2016: A Stone’s Throw from the Line (Live)
- 2016: Folklore
- 2017: Grimspound
- 2017: The Second Brightest Star
- 2018: Swan Hunter (EP)
- 2018: Merchants of Light (Live)
- 2019: Grand Tour

| Personendaten    | Personendaten        |
| ---------------- | -------------------- |
| NAME             | Sjöblom, Rikard      |
| KURZBESCHREIBUNG | schwedischer Musiker |
| GEBURTSDATUM     | 20. Jahrhundert      |